# .qa
.qa는 카타르의 인터넷 국가 코드 최상위 도메인이다. 영어에서 가장 잘 쓰이지 않는 글자들 가운데 하나인 Q로 시작하는 유일한 최상위 도메인이다.

## 2차 도메인
- .com.qa – 상업 조직; 등록된 상표이다.
- .edu.qa – 카타르에서 허가를 받은 고등 교육 기관이다.
- .sch.qa – 카타르의 인가된 사립 및 공립 학교.
- .gov.qa – 정부 기관.
- .mil.qa – 국방부/카타르 군대.
- .net.qa – 라이센스가 부여된 데이터 통신 네트워크.
- .org.qa – 비영리 단체.